# Шуляченко, Алексей Романович
Алексей Романович Шуляченко (17 [29] марта 1841, Екатеринополь — 29 мая [11 июня] 1903, Санкт-Петербург) — русский химик, военный инженер, генерал-майор, заслуженный профессор Николаевской инженерной академии.

## Биография

### Ранние годы
Алексей Шуляченко родился 17 (29) марта 1841 года в Екатеринополе (ныне это Звенигородский район Черкасской области, Украина). Окончил Александровский Брестский кадетский корпус (1859) и Константиновское военное училище (1860). 
Высшее образование получил в Николаевской инженерной академии в Санкт-Петербурге в 1864 году.

### Военная служба
Чины:  прапорщик (1860), капитан (1871), подполковник (1875), полковник (1879), генерал-майор (1889).

### Научно-педагогическая деятельность
Преподавал в Николаевском инженерном училище и инженерной академии (стал профессором в 1880), с 1890 — одновременно инспектор классов, с 1899 — также член Конференции инженерной академии. с 1873 года преподавал технологию строительных материалов в Петербургском технологическом институте. Он также преподавал с 1882 года неорганическую химию, химии взрывчатых веществ и технологии строительных материалов в Институте инженеров путей сообщения, а также в Минном офицерском классе в Кронштадте.
Основные исследования Шуляченко посвящены развитию теории твердения вяжущих (гидравлическая известь и портландцемент), изучению причин разрушения бетона в портовых сооружениях и поиску способов его предупреждения. Он участвовал в разработке первых Российских технических условий на цемент и научных номенклатур вяжущих.
Шуляченко первым предложил и научно обосновал применение смешанных (известково-цементных) строительных растворов для каменной кладки. Активно содействовал возникновению и развитию отечественной цементной промышленности. Он стал одним из организаторов и председателем многих съездов цементной промышленности.
Он был учеником Дмитрия Менделеева. Впоследствии и сам стал учителем для многих, в том числе для  Бориса Галёркина, который не был химиком, но влияние Шуляченко оставило заметный след  в его научной судьбе. 
Шуляченко дружил с Фёдором Бейльштейном, также химиком, профессором Петербургского технологического института.

### Смерть

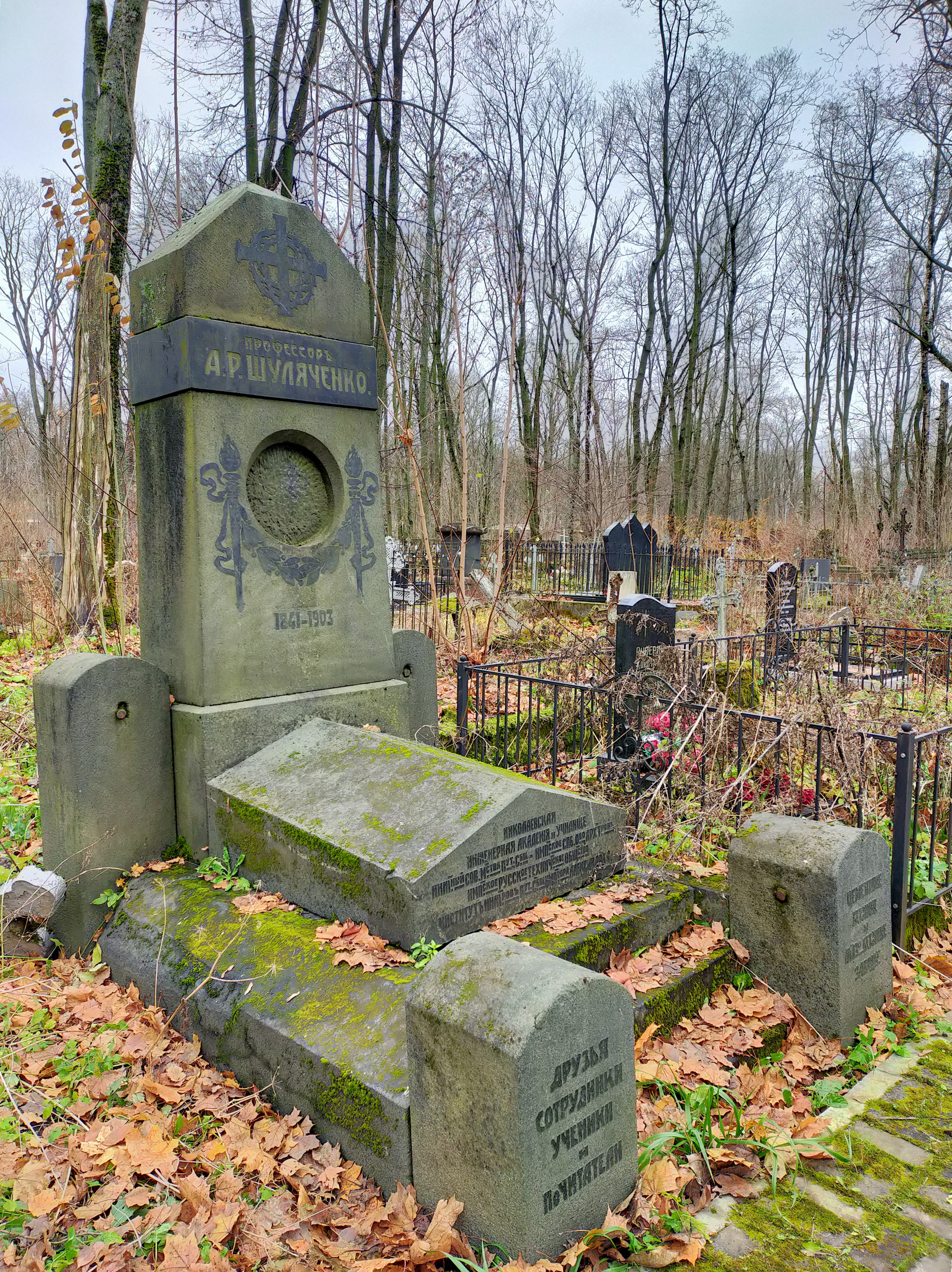
Могила А. Р. Шуляченко на Волковском православном кладбище

Алексей Романович Шуляченко умер 29 мая (11 июня) 1903 года. Он похоронен на Волковском православном кладбище в Санкт-Петербурге. На могиле был установлен бронзовый бюст.